# Princess O'Rourke
Princess O'Rourke is een Amerikaanse romantische komedie uit 1943 onder regie van Norman Krasna. De film, met Olivia de Havilland in de titelrol, werd destijds niet in Nederland uitgebracht.

## Verhaal
Maria is de prinses van een ongenoemd land in Europa, maar woont tegenwoordig samen met haar oom Holman in New York. Holman hoopt dat ze spoedig zal trouwen, maar Maria heeft geen interesse in een gearrangeerd huwelijk met graaf Peter de Chandome. Ze besluit de stad te ontvluchten en stapt incognito aan boord van een vliegtuig naar San Francisco. Onderweg neemt ze te veel slaappillen en lukt het de crew niet om haar wakker te maken. Het vliegtuig is vanwege noodweer genoodzaakt terug te keren naar het vliegveld in New York en de piloot Eddie O'Rourke ontfermt zich over de ongenoemde slapende vrouw. Zij wordt even later wakker in zijn appartement.
Eenmaal van de schrik bijgekomen brengt Maria de dag door met Eddie, zijn copiloot Dave Campbell en diens vrouw Jean. Ze doet zich voor als een oorlogsvluchteling die onderweg is naar San Francisco om als kamermeisje te werken. Al gauw worden Maria en Eddie verliefd op elkaar en het duurt niet lang voordat hij een huwelijksaanzoek doet. Maria veronderstelt dat ze als prinses niet met hem kan trouwen, maar geeft hem desondanks het jawoord. Inmiddels wordt Holman door de geheime dienst ingelicht over Maria's relatie. Hij ziet via Eddie mogelijkheden om een hechte relatie met de Verenigde Staten op te bouwen en keurt daarom het huwelijk goed. Kort daarna wordt Eddie geïnformeerd over Maria's koninklijke status.
Maria en Eddie ontvangen een uitnodiging voor een diner in het Witte Huis met president Franklin Delano Roosevelt. Holman heeft twijfels over Eddies tafelmanieren en geeft hem een spoedcursus in etiquette. Eddie wordt steeds ongelukkiger in zijn nieuwe rol als prins en weigert bovendien om zijn Amerikaanse burgerschap op te geven. Uiteindelijk geeft Maria haar koninklijke titel op en trouwt - zonder verplichtingen - met Eddie.

## Rolverdeling
- Olivia de Havilland als Prinses Maria/Mary Williams
- Robert Cummings als Eddie O'Rourke
- Charles Coburn als Holman
- Jack Carson als Dave Campbell
- Jane Wyman als Jean Campbell
- Harry Davenport als Rechter
- Gladys Cooper als Miss Haskell
- Minor Watson als Mr. Washburn
- Nan Wynn als Zangeres in Chinees restaurant
- Curt Bois als Graaf Peter de Chandome
- Julie Bishop als Stewardess
- Ray Walker als "G-Man" (geheime dienst)

## Productie
Regisseur Norman Krasna tekende in februari 1942 een contract bij Warner Brothers en kreeg toestemming om zijn scenario Princess O'Rourke te verfilmen. In april 1942 werd Loretta Young aangekondigd als hoofdrolspeelster. Fred MacMurray werd in mei 1942 aangesteld als haar tegenspeler; vanwege andere verplichtingen bij de opnamen voor No Time for Love (1943) bij Paramount Pictures was hij uiteindelijk genoodzaakt de rol af te wijzen en werd Robert Cummings als vervanger binnengehaald.
Olivia de Havilland werd in mei 1942 aangekondigd als vervangster van Loretta Young. De Havilland wees de rol echter af, waarna ze werd geschorst door de studio; nadien werd een screentest van Alexis Smith afgenomen als mogelijke vervangster. Uiteindelijk moest De Havilland vanwege contractverplichtingen alsnog de rol op zich nemen.
Het opnemen van deze film bleek een zware opgave te zijn voor De Havilland: ze had een hekel aan dergelijke luchtige rollen die ze kreeg van Warner Brothers; bovendien was Cummings regelmatig afwezig op de set vanwege het draaien van een andere film; moesten veel scènes met Charles Coburn opnieuw gedraaid worden vanwege zijn geheugenverlies; en werd er in snikhete studio's gedraaid midden in de zomer. De Havilland kwam regelmatig te laat op de set en uiteindelijk eindigde de draaiperiode tien dagen later dan aanvankelijk was gepland.
Na het afronden van de opnames klaagde De Havilland de studio aan met als doel om de voorwaarden in haar contract te wijzigen - met succes. Vanwege de rechtszaken die volgden na de draaiperiode, werd de film uiteindelijk pas een jaar later uitgebracht.

## Ontvangst
De film was een commercieel succes en kreeg positieve reacties van de Amerikaanse pers. Desondanks werd de film destijds niet uitgebracht in Nederland. Filmhistorici maakten later veelal de vergelijking tussen deze film en Roman Holiday (1953) vanwege het soortgelijke filmverhaal.
Jane Wyman werd vanwege haar optreden in deze film door Billy Wilder gecast in The Lost Weekend (1945).

## Prijzen en nominaties
| Jaar | Prijs  | Categorie                | Genomineerde(n) | Uitslag  |
| ---- | ------ | ------------------------ | --------------- | -------- |
| 1944 | Oscars | Beste originele scenario | Norman Kresna   | Gewonnen |